# Tuqiao (köping i Kina, Sichuan)
Tuqiao (kinesiska: 土桥镇, 土桥) är en köping i Kina. Den ligger i provinsen Sichuan, i den sydvästra delen av landet, omkring 63 kilometer sydost om provinshuvudstaden Chengdu. Antalet invånare är 27 554. Befolkningen består av 13 430 kvinnor och 14 124 män. Barn under 15 år utgör 18,0 %, vuxna 15-64 år 69 %, och äldre över 65 år 12,0 %.
Genomsnittlig årsnederbörd är 1 222 millimeter. Den regnigaste månaden är juli, med i genomsnitt 338 mm nederbörd, och den torraste är december, med 9 mm nederbörd.